# Eva Mattes

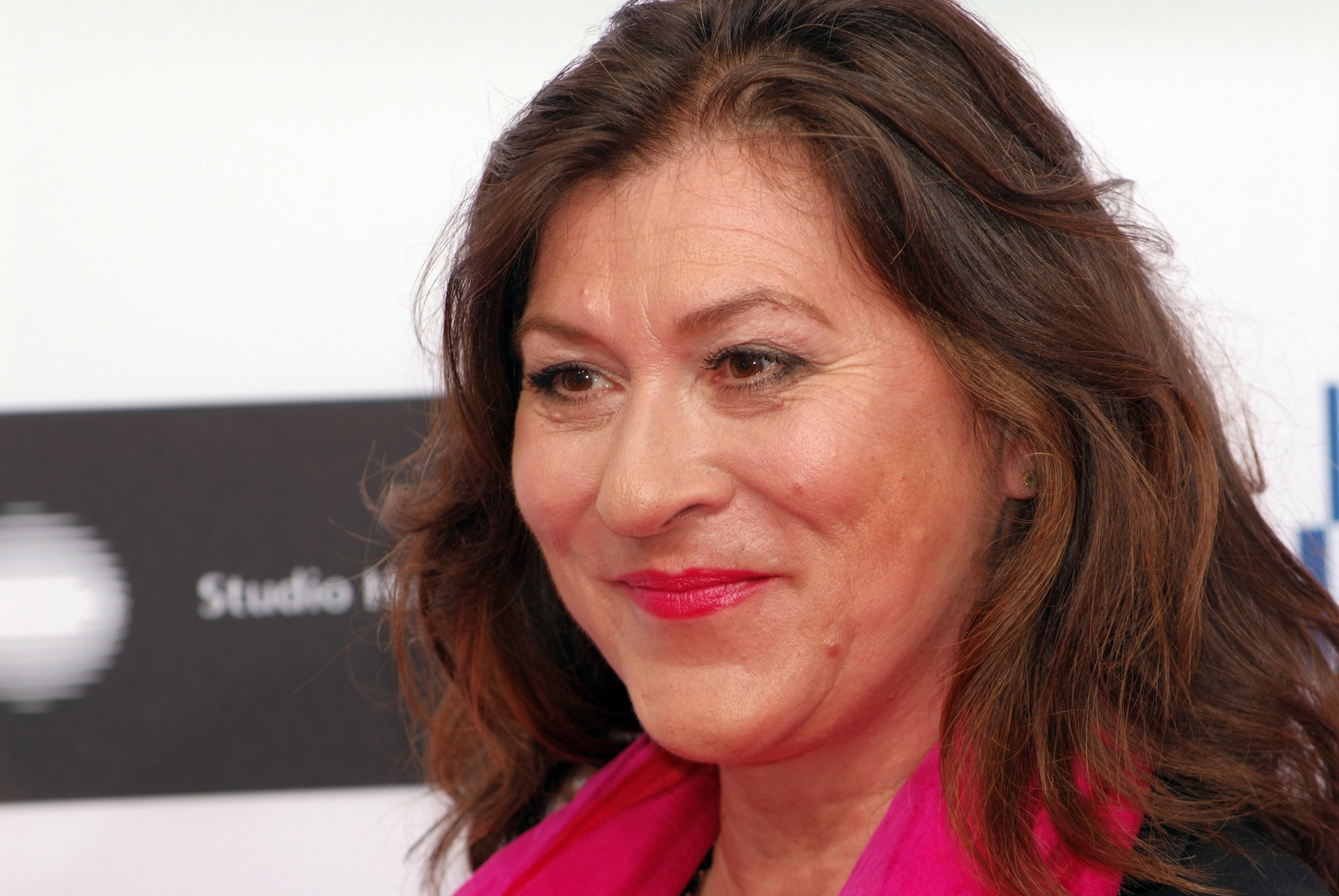
Eva Mattes auf dem roten Teppich zum Studio Hamburg Nachwuchspreis 2012

Eva Mattes (* 14. Dezember 1954 in Tegernsee) ist eine deutsch-österreichische Schauspielerin, Synchronsprecherin, Hörbuch- sowie Hörspielsprecherin und Chansonsängerin.
Seit den 1970er Jahren gilt sie als eine wichtige Darstellerin des Neuen Deutschen Films und wurde zudem als Theaterschauspielerin an großen deutschsprachigen Bühnen bekannt. Dem Fernsehpublikum ist sie vor allem als Konstanzer Tatort-Kommissarin Klara Blum bekannt. Als Sprecherin machte sie sich etwa als Pippi Langstrumpf in der gleichnamigen Fernsehserie bereits früh einen Namen.

## Leben
Eva Mattes stammt aus einer Künstlerfamilie. Ihre Mutter ist die Schauspielerin Margit Symo (1913–1992), ihr Vater der Filmkomponist Willy Mattes (1916–2002). Die Eltern ließen sich scheiden, als sie drei Jahre alt war. Danach wuchs sie zusammen mit ihrer Schwester Maria bei der Mutter in München auf. 1979 entstand beim NDR mit Eva Mattes: Fragen an die Mutter ein Dokumentarfilm.
Aus einer Beziehung mit dem Regisseur Werner Herzog hat Mattes eine Tochter, Hanna Mattes (* 1980), die Künstlerin wurde. 1992 spielten sie gemeinsam in dem Film Das Sommeralbum Mutter und Tochter. Seit Mitte der 1980er Jahre war Mattes mit dem österreichischen Künstler Wolfgang Georgsdorf liiert. Das Paar lebte bis zur Trennung nach über 30 Jahren gemeinsam in Berlin. Der aus dieser Verbindung stammende Sohn, Josef Mattes (* 1989), wurde ebenfalls Schauspieler. Mit ihm war Eva Mattes 2003 im Tatort: Der Schächter zu sehen.
Anfang der 1980er Jahre engagierte sich Mattes für die Friedensbewegung und war Mitorganisatorin der Konzerte Künstler für den Frieden.
Im Jahr 2011 veröffentlichte Mattes ihre Lebenserinnerungen unter dem Titel Wir können nicht alle wie Berta sein (mit dazugehörigem Hörbuch).

## Werdegang

### Frühe Jahre
Bereits im Alter von sechs Jahren wollte Mattes Schauspielerin werden. Sie wechselte von der Volksschule auf eine Realschule, kehrte jedoch zur Volksschule zurück, als sie mehrere Verpflichtungen als Synchronsprecherin in Kinderserien erhielt. Sie lieh u. a. in Lassie der Hauptfigur Timmy ihre Stimme und sprach Pippi Langstrumpf in der deutschen Synchronfassung der gleichnamigen Fernsehserie. Auch das bekannte Titellied, Hey, Pippi Langstrumpf, sang sie in der deutschen Version.
In den 1970er Jahren ließ Mattes sich in Sprech- und Atemtechnik unterrichten, später nahm sie auch Gesangsunterricht. Sie hat keine Schauspielschule besucht und keinen Schulabschluss erworben.

### Film und Fernsehen
1967 gab Mattes unter dem Namen „Evi Mattes“ in Eugen Yorks Fernsehfilm Der Tag, an dem die Kinder verschwanden ihr Schauspieldebüt vor der Kamera. 1970 wurde sie als Phan Ti Mao von Michael Verhoeven in O.k. in ihrer ersten größeren Filmrolle besetzt. Dieser Anti-Vietnamkriegsfilm sorgte dafür, dass die Internationalen Filmfestspiele Berlin 1970 nach dem Rücktritt der Jury ohne Preisträger beendet wurden. Für ihre Rolle erhielt Mattes 1971 das Filmband in Gold als „beste Nachwuchsschauspielerin“. Unter Rainer Werner Fassbinder arbeitete sie 1972 in den Filmdramen Die bitteren Tränen der Petra von Kant und Wildwechsel, wofür sie 1973 erneut das Filmband in Gold bekam.
Werner Herzog besetzte sie 1977 als Prostituierte Eva in seinem Filmdrama Stroszek und 1979 an der Seite von Klaus Kinski als Marie in der Georg-Büchner-Verfilmung Woyzeck. Die letztgenannte Rolle brachte ihr den Preis als „beste Nebendarstellerin“ bei den Internationalen Filmfestspielen von Cannes 1979 ein. 1980 spielte sie mit Ernst Jacobi in Helma Sanders-Brahms’ Drama Deutschland, bleiche Mutter ein junges Liebespaar im Zweiten Weltkrieg.
Neben zahlreichen Rollen in Film- und Fernsehproduktionen wurde sie einem breiten Fernsehpublikum vor allem durch die Rolle der Kommissarin Klara Blum im Konstanzer Tatort, die sie zwischen 2002 und 2016 spielte, bekannt.
Im Jahr 2000 wirkte Mattes in Rosa von Praunheims Film Für mich gab’s nur noch Fassbinder mit. Im Jahr 2012 porträtierte der Regisseur sie für seine Filmreihe Rosas Welt.
In Richard Hubers Tragikomödie Lang lebe die Königin (2019/20) übernahm Mattes gemeinsam mit Iris Berben, Judy Winter, Gisela Schneeberger und Hannelore Hoger für die Hauptdarstellerin Hannelore Elsner die Szenen, die diese wegen Krankheit nicht mehr selbst drehen konnte. Als sie gefragt worden sei, ob sie eine Szene für Elsner übernehmen würde, habe sie gar nicht überlegen müssen, äußerte Mattes. Sie habe blind zugesagt, ohne zu wissen, was sie zu spielen habe. Elsner, die sie seit ihrem 13. Lebensjahr gekannt habe, sei für sie immer eine ganz besondere Persönlichkeit gewesen.
Über Mattes’ komische Rolle in dem Film Rehragout-Rendezvous schrieb der Filmjournalist Dieter Oßwald: „Zum grandiosen Coup avanciert Eva Mattes, die als hinterhältiges Esoterik-Biest dem Affen vergnüglich Zucker gibt. Wie perfekt Mattes und Bezzel passen, haben beide lange als Tatort-Ermittler in Konstanz unter Beweis gestellt.“
In der deutschen Comicverfilmung Werner – Beinhart! verlieh sie der Rolle Frau Hansen ihre Stimme.

### Theater
Nach ihren ersten Rollen in Film und Fernsehen wurde Mattes 1972 am Deutschen Schauspielhaus in Hamburg engagiert, wo sie mit dem Stück Stallerhof von Franz Xaver Kroetz eine Aufsehen erregende Premiere feierte. Des Weiteren spielte sie dort in Inszenierungen von Shakespeare und Ibsen. In den Jahren 1994/1995 war sie zehn Monate im Direktorium des Berliner Ensembles.

## Filmografie

### Kino
- 1970: o.k.
- 1970: Mathias Kneißl
- 1970: Liebe unter 17
- 1972: Die bitteren Tränen der Petra von Kant
- 1974: Supermarkt
- 1974: Fontane Effi Briest
- 1976: Die Hinrichtung
- 1977: Stroszek
- 1978: In einem Jahr mit 13 Monden
- 1979: David
- 1979: Schluchtenflitzer
- 1979: Woyzeck
- 1980: Deutschland, bleiche Mutter
- 1980: Céleste
- 1983: Die wilden Fünfziger
- 1984: Ein Mann wie E.V.A.
- 1984: Rita Ritter
- 1986: Auf immer und ewig
- 1988: Felix
- 1989: Herbstmilch
- 1989: Elektro-Lähmung – Ein Film gegen die Ohnmacht
- 1992: Die Serpentintänzerin
- 1992: Das Sommeralbum
- 1993: Der Kinoerzähler
- 1995: Das Versprechen
- 1995: Schlafes Bruder
- 1996: Jugofilm
- 1998: Widows – Erst die Ehe, dann das Vergnügen
- 1999: Mein liebster Feind
- 1999: Viehjud Levi
- 1999: Otomo
- 1999: Die Straußkiste
- 2000: Salamander
- 2001: Himmlische Helden
- 2001: Duell – Enemy at the Gates
- 2001: Das Sams
- 2001: Goebbels und Geduldig
- 2001: Suck My Dick
- 2003: Die Farbe der Seele
- 2003: Sams in Gefahr
- 2008: Schattenwelt
- 2009: Lippels Traum
- 2010: Mahler auf der Couch
- 2011: Eyjafjallajökull Tam-Tam
- 2012: Sams im Glück
- 2012: Rosas Welt – 70 neue Filme von Rosa von Praunheim
- 2014: Fieber
- 2019: Leberkäsjunkie
- 2020: Enfant Terrible
- 2023: Rehragout-Rendezvous

### Fernsehen

#### Fernsehfilme
- 1967: Der Tag, an dem die Kinder verschwanden
- 1972: Wildwechsel
- 1973: Immobilien
- 1973: Desaster
- 1973: Liebe leidet mit Lust
- 1976: Tausend Lieder ohne Ton
- 1977: Frauen in New York
- 1978: Union der festen Hand
- 1979: Schattengrenze
- 1982: Vor den Vätern sterben die Söhne
- 1982: Vergiftet oder arbeitslos?
- 1982: Deutschland kann manchmal sehr schön sein
- 1983: Liebe Melanie
- 1985: Die Unbekannten im eigenen Haus
- 1990: Der Kaufmann von Venedig
- 1997: Der Schrei der Liebe
- 1998: Und alles wegen Mama
- 2000: Für mich gab’s nur noch Fassbinder
- 2004: Franz
- 2004: Die Dreigroschenoper
- 2010: Keiner geht verloren
- 2010: Das Glück ist eine Katze
- 2014: Mord am Höllengrund
- 2018: Bella Germania (Dreiteiler)
- 2020: Lang lebe die Königin
- 2024: Ungeschminkt

#### Fernsehserien und -reihen
- 1969: Alle Hunde lieben Theobald (Folge Struppi und der kleine Bruder)
- 1970: Der Kommissar (Folge Der Papierblumenmörder)
- 1970: Der Kommissar (Folge Parkplatz-Hyänen)
- 1972: Acht Stunden sind kein Tag (5 Folgen)
- 1974: Unter Ausschluß der Öffentlichkeit (Folge Beruf Manglerin)
- 1993: Motzki (10 Folgen)
- 2000: Tatort: Der schwarze Ritter
- 2002: Polizeiruf 110: Braut in Schwarz
- 2002–2016: Tatort als Kriminalkommissarin Klara Blum, siehe Blum und Perlmann (31 Folgen)
- seit 2015: Lena Lorenz als Eva Lorenz, siehe Episodenliste
- 2020: Letzte Spur Berlin (Folge Anrufe)
- 2022: Das Netz: Spiel am Abgrund (8 Folgen)
- 2023: Tatort: Murot und das Paradies

## Hörbücher (Auswahl)
- Margaret Forster: Ich warte darauf, dass etwas geschieht. Arche Verlag, 2005, ISBN 978-3-7160-3341-8.
- Charlotte Link: Der Dolch des Kaisers. Tandem Verlag, 2005, ISBN 978-3-8331-9190-9.
- Christine Brückner: Jauche und Levkojen. Random House Audio, 2005, ISBN 3-89830-969-X.
- Language of love. Spv Recordings, 2006.
- Christine Brückner: Die Poenichen-Trilogie. Random House Audio, 2007, ISBN 978-3-86604-692-4.
- Und über uns der Himmel: Eva Mattes liest und singt Gedichte und Chansons. Hörbuch Hamburg, 2009, ISBN 978-3-89903-647-3.
- Jane Austen: Anne Elliot. Hörbuch Hamburg, 2010, ISBN 978-3-89903-696-1.
- Eva Mattes: Wir können nicht alle wie Berta sein. Erinnerungen. Hörbuch Hamburg, 2011, ISBN 978-3-89903-689-3.
- Javier Marías: Die sterblich Verliebten. Argon-Verlag, Hr2-kultur, Kulturradio, 2012, ISBN 978-3-8398-1165-8.
- Judith Lennox: An einem Tag im Winter. Hörbuch Hamburg, 2012, ISBN 978-3-86952-129-9.
- Else Holmelund Minarik: Der kleine Bär. Silberfisch, 2013, ISBN 978-3-86742-534-6.
- Yasmina Reza: Glücklich die Glücklichen. Hörbuch Hamburg, 2014, ISBN 978-3-89903-893-4.
- Harper Lee: Wer die Nachtigall stört ... Argon Verlag, 2015, ISBN 978-3-8398-1389-8.[16]
- Luis Sepúlveda: Der langsame Weg zum Glück. Sauerländer audio, 2015, ISBN 978-3-8398-4708-4.[17]
- Astrid Lindgren: Die Menschheit hat den Verstand verloren. Hörbuch Hamburg, 2015, ISBN 978-3-95713-019-8.
- Astrid Lindgren: Ich habe auch gelebt! Hörbuch Hamburg, 2017, ISBN 978-3-86909-225-6.
- Jane Austen: Verstand und Gefühl. Argon Verlag, 2010, ISBN 978-3-8398-9011-0.[18]
- Jane Austen: Emma. Argon Verlag, 2013, ISBN 978-3-8398-9164-3.[19]
- Jane Austen: Northanger Abbey. Argon Verlag, 2014, ISBN 978-3-8398-9215-2.[20]
- Jane Austen: Stolz und Vorurteil. Argon Verlag, 2009, ISBN 978-3-86610-826-4.[21]
- Jane Austen: Mansfield Park. Argon Verlag, 2014, ISBN 978-3-8398-1323-2.[22]
- Jane Gardam: Eine treue Frau. Hörbuch Hamburg, 2016, ISBN 978-3-86952-165-7.
- Tanja Langer: Der Tag ist hell, ich schreibe dir USM Audio, 2019, ISBN 978-3-8032-9209-4.
- Elif Shafak: Das Flüstern der Feigenbäume. (gemeinsam mit Joachim Schönfeld) – Argon Verlag 2021, ISBN 978-3-8398-1937-1.
- Ute Mank: Wildtriebe. der Audio Verlag, ISBN 978-3-7424-2032-9, (Hörbuch-Download)
- Robin Wall Kimmerer: Geflochtenes Süssgras. Die Weisheit der Pflanzen. Bonnevoice Hörbuchverlag, 2021, ISBN 978-3-945095-35-5.
- Lucy Maud Montgomery: Anne auf Green Gables. Sauerländer audio, 2023, ISBN 978-3-8398-4413-7.
- Lucy Maud Montgomery: Anne in Avonlea. Sauerländer audio, 2023, ISBN 978-3-8398-4421-2.
- Lucy Maud Montgomery: Anne in Kingsport, Sauerländer audio, 2024, ISBN 978-3-8398-4427-4.
- Lucy Maud Montgomery: Anne in Windy Willows, Sauerländer audio 2025, ISBN 978-3-7324-7852-1.

## Hörspiele (Auswahl)
Eva Mattes wirkt seit den 1970er Jahren regelmäßig in Hörspielen mit, sei es in kommerziellen Produktionen wie Tommy und seine Freunde (Telefunken 1970), Fix und Foxi (Peggy 1974) oder im öffentlichen Rundfunk.
- 1969: Barry Bermange: Träume – Regie: Peter Michel Ladiges[24]
- 2002: Andreas Knaup: Genopoly – Regie: Robert Matejka (Hörspiel – DLR)[25]

## Autobiografie
- „Wir können nicht alle wie Berta sein“. Erinnerungen. Ullstein, Berlin 2011. (Taschenbuch ebd. 2013, ISBN 978-3-548-37468-0)
  - „Wir können nicht alle wie Berta sein“. Erinnerungen. Hörbuch. Hörbuch Hamburg, Hamburg 2011, ISBN 978-3-89903-689-3, 6 CDs (468 Min. – gekürzte Lesung), gelesen von der Autorin.

## Auszeichnungen
- 1971: Filmband in Gold als beste Nachwuchsschauspielerin für ihre Leistungen in o.k. und Mathias Kneissl
- 1973: Filmband in Gold als Darstellerin in Die bitteren Tränen der Petra von Kant und Wildwechsel
- 1979: Internationale Filmfestspiele von Cannes 1979: Preis als Beste Nebendarstellerin in Woyzeck
- 1982: Bayerischer Filmpreis als Darstellerin in Céleste
- 1983: Deutscher Darstellerpreis
- 1987: Verdienstkreuz am Bande der Bundesrepublik Deutschland
- 2000: Schauspielerpreis des Internationalen Filmfestivals Valenciennes für Otomo
- 2002: Deutscher Filmpreis in Gold als Nebendarstellerin in Das Sams
- 2018: Sonderpreis Lebenswerk beim Deutschen Hörbuchpreis
- 2021: Bayerischer Verdienstorden
- 2021: Theaterpreis Hamburg – Rolf Mares für die Darstellung der Kirke in der Uraufführung von Elfriede Jelineks Lärm. Blindes Sehen. Blinde Sehen! am Deutschen Schauspielhaus Hamburg

## Dokumentation
- Eva Mattes – Wie es mir gefällt. Regie: Birgit Eckelt, BR, Deutschland, 45 Minuten, 2023